# Paragravemys erratica
Paragravemys erratica — викопний вид прихованошийних черепах родини Lindholmemydidae. Вид існував у крейдовому періоді (100—89 млн років тому) у Східній Азії. Скам'янілі рештки виду знайдені у відкладеннях формації Байншир (Baynshire Formation) у Монголії. Описаний з голотипу IG 25-114 (частковий пластрон).